# 카와이 나오코
카와이 나오코(河合奈保子, 1963년 7월 24일 ~ )는 1980년대 팝 아이돌, 싱어송라이터, 작곡가 출신이다. 같은 해 데뷔한 마츠다 세이코, 나카모리 아키나, 코이즈미 쿄코, 혼다 미나코, 모리타카 치사토 등과 같은 세대였다. 1996년 결혼 후 결혼 전 성을 가네하라 나오코(金原奈保子)로 바꾸고 음악 활동을 전면 중단했다. 이후 카와이는 오스트레일리아에 거주하고 있다.